# دافيد كوستاس
دافيد كوستا (بالإسبانية: David Costas)‏ (26 مارس 1995 إسبانيا - ) هو لاعب كرة قدم إسباني، يلعب كمدافع.

## روابط خارجية
- دافيد كوستاس على موقع قاعدة بيانات كرة القدم.إي يو (الإنجليزية)
- دافيد كوستاس على موقع Soccerbase.com (لاعب) (الإنجليزية)
- دافيد كوستاس على موقع Soccerway.com (الإنجليزية)
- دافيد كوستاس على موقع عالم كرة القدم.نت (الإنجليزية)